# Grammy Awards 2017
Die Grammy Awards 2017 wurden am 12. Februar im Staples Center von Los Angeles verliehen. Deren Vergabe war die 59. Verleihung des wichtigsten US-amerikanischen Musikpreises, mit dem Musiker, Liedautoren und weitere erfolgreiche Akteure im Musikgeschäft ausgezeichnet werden. Grundlage für die Preisvergabe 2017 waren Veröffentlichungen zwischen dem 1. Oktober 2015 und dem 30. September 2016. Die Nominierungen wurden am 6. Dezember 2016 bekanntgegeben.
Große Gewinnerin der Verleihung war die britische Sängerin Adele, die mit ihrem Album 25 und dem Song Hello fünfmal gewann, darunter in den drei Hauptkategorien für Album, Song und Single des Jahres. Ebenfalls fünf Auszeichnungen gingen posthum an David Bowie bzw. dessen letztes Album Blackstar. Außer in den Genrekategorien Rock und Alternative wurde es auch für Technik und Gestaltung ausgezeichnet. Chance the Rapper unterstrich seinen Sieg in der Newcomer-Kategorie mit zwei weiteren Rap-Grammys. Die neunmal nominierte Beyoncé erhielt nur zwei Auszeichnungen, eine davon für das Musikvideo zu Formation. Weitere Musiker mit zwei Auszeichnungen waren Drake, Lalah Hathaway, John Scofield, Hillary Scott, Sarah Jarosz und Jacob Collier.
Einzige deutsche Preisträgerin war Dorothea Röschmann in der Kategorie Bestes klassisches Sologesangsalbum für Schumann & Berg, das sie mit Klavierbegleitung von Mitsuko Uchida einspielte.
Megadeth erhielten 26 Jahre nach ihrer ersten Nominierung im zwölften Anlauf ihren ersten Grammy. Sogar 42 Jahre lagen zwischen der ersten Nominierung des Songs Jolene von Dolly Parton und der diesjährigen Auszeichnung. Die Neuaufnahme mit Pentatonix brachte ihr den achten Grammy bei 48 Nominierungen.

## Hauptkategorien
Single des Jahres (Record of the Year):
- Hello von Adele
- nominiert waren außerdem:
  - Formation von Beyoncé
  - 7 Years von Lukas Graham
  - Work von Rihanna featuring Drake
  - Stressed Out von Twenty One Pilots

Album des Jahres (Album of the Year):
- 25 von Adele
- nominiert waren außerdem:
  - Lemonade von Beyoncé
  - Purpose von Justin Bieber
  - Views von Drake
  - A Sailor’s Guide to Earth von Sturgill Simpson

Song des Jahres (Song of the Year):
- Hello von Adele (Autoren: Adele Adkins, Greg Kurstin)
- nominiert waren außerdem:
  - Formation von Beyoncé (Autoren: Khalif Brown, Asheton Hogan, Beyoncé Knowles, Michael L. Williams II)
  - I Took a Pill in Ibiza von Mike Posner (Autor: Mike Posner)
  - Love Yourself von Justin Bieber (Autoren: Justin Bieber, Benjamin Levin, Ed Sheeran)
  - 7 Years von Lukas Graham (Autoren: Lukas Forchhammer, Stefan Forrest, Morten Pilegaard, Morten Ristorp)

Bester neuer Künstler (Best New Artist):
- Chance the Rapper
- nominiert waren außerdem:
  - Kelsea Ballerini
  - The Chainsmokers
  - Maren Morris
  - Anderson Paak

## Pop
Beste Pop-Solodarbietung (Best Pop Solo Performance):
- Hello von Adele
- nominiert waren außerdem:
  - Hold Up von Beyoncé
  - Love Yourself von Justin Bieber
  - Piece by Piece (Idol Version) von Kelly Clarkson
  - Dangerous Woman von Ariana Grande

Beste Popdarbietung eines Duos / einer Gruppe (Best Pop Duo / Group Performance):
- Stressed Out von Twenty One Pilots
- nominiert waren außerdem:
  - Closer von den Chainsmokers featuring Halsey
  - 7 Years von Lukas Graham
  - Work von Rihanna featuring Drake
  - Cheap Thrills von Sia featuring Sean Paul

Bestes Gesangsalbum – Traditioneller Pop (Best Traditional Pop Vocal Album):
- Summertime: Willie Nelson Sings Gershwin von Willie Nelson
- nominiert waren außerdem:
  - Cinema von Andrea Bocelli
  - Fallen Angels von Bob Dylan
  - Stages Live von Josh Groban
  - Encore: Movie Partners Sing Broadway von Barbra Streisand

Bestes Gesangsalbum – Pop (Best Pop Vocal Album):
- 25 von Adele
- nominiert waren außerdem:
  - Purpose von Justin Bieber
  - Dangerous Woman von Ariana Grande
  - Confident von Demi Lovato
  - This Is Acting von Sia

## Dance / Electronica
Beste Dance-Aufnahme (Best Dance Recording):
- Don’t Let Me Down von den Chainsmokers featuring Daya
- nominiert waren außerdem:
  - Tearing Me Up von Bob Moses
  - Never Be Like You von Flume featuring Kai
  - Rinse & Repeat von Riton featuring Kah-Lo
  - Drinkee von Sofi Tukker

Bestes Dance-/Electronic-Album (Best Dance/Electronic Album):
- Skin von Flume
- nominiert waren außerdem:
  - Electronica 1: The Time Machine von Jean-Michel Jarre
  - Epoch von Tycho
  - Barbara Barbara, We Face a Shining Future von Underworld
  - Louie Vega Starring … XXVIII von Louie Vega

## Zeitgenössische Instrumentalmusik
Bestes zeitgenössisches Instrumentalalbum (Best Contemporary Instrumental Album):
- Culcha Vulcha von Snarky Puppy
- nominiert waren außerdem:
  - Human Nature von Herb Alpert
  - When You Wish Upon a Star von Bill Frisell
  - Way Back Home: Live from Rochester, NY von der Steve Gadd Band
  - Unspoken von Chuck Loeb

## Rock
Beste Rock-Darbietung (Best Rock Performance):
- Blackstar von David Bowie
- nominiert waren außerdem:
  - Joe (Live from Austin City Limits) von den Alabama Shakes
  - Don’t Hurt Yourself von Beyoncé featuring Jack White
  - The Sound of Silence (Live on Conan) von Disturbed
  - Heathens von Twenty One Pilots

Beste Metal-Darbietung (Best Metal Performance):
- Dystopia von Megadeth
- nominiert waren außerdem:
  - Shock Me von Baroness
  - Silvera von Gojira
  - Rotting in Vain von Korn
  - The Price Is Wrong von Periphery

Bester Rocksong (Best Rock Song):
- Blackstar von David Bowie (Autor: David Bowie)
- nominiert waren außerdem:
  - Burn the Witch von Radiohead (Autoren: Radiohead)
  - Hardwired von Metallica (Autoren: James Hetfield, Lars Ulrich)
  - Heathens von Twenty One Pilots (Autor: Tyler Joseph)
  - My Name Is Human von Highly Suspect (Autoren: Rich Meyer, Ryan Meyer, Johnny Stevens)

Bestes Rock-Album (Best Rock Album):
- Tell Me I’m Pretty von Cage the Elephant
- nominiert waren außerdem:
  - California von Blink-182
  - Magma von Gojira
  - Death of a Bachelor von Panic! at the Disco
  - Weezer von Weezer

## Alternative
Bestes Alternative-Album (Best Alternative Music Album):
- Blackstar von David Bowie
- nominiert waren außerdem:
  - 22, a Million von Bon Iver
  - The Hope Six Demolition Project von PJ Harvey
  - Post Pop Depression von Iggy Pop
  - A Moon Shaped Pool von Radiohead

## Rhythm & Blues
Beste R&B-Darbietung (Best R&B Performance):
- Cranes in the Sky von Solange
- nominiert waren außerdem:
  - Turnin’ Me Up von BJ the Chicago Kid
  - Permission von Ro James
  - I Do von Musiq Soulchild
  - Needed Me von Rihanna

Beste Darbietung – Traditioneller R&B (Best Traditional R&B Performance):
- Angel von Lalah Hathaway
- nominiert waren außerdem:
  - The Three of Me von William Bell
  - Woman’s World von BJ the Chicago Kid
  - Sleeping with the One I Love vom Fantasia
  - Can’t Wait von Jill Scott

Bester R&B-Song (Best R&B Song):
- Lake by the Ocean von Maxwell (Autoren: Hod David, Gerald Maxwell Rivera)
- nominiert waren außerdem:
  - Come and See Me von PartyNextDoor featuring Drake (Autoren: Jahron Brathwaite, Aubrey Graham, Noah Shebib)
  - Exchange von Bryson Tiller (Autoren: Michael Hernandez, Bryson Tiller)
  - Kiss It Better von Rihanna (Autoren: Jeff Bhasker, Robyn Fenty, John-Nathan Glass, Natalia Noemi)
  - Luv von Tory Lanez (Autoren: Magnus August Høiberg, Benjamin Levin, Daystar Peterson)

Bestes Urban-Contemporary-Album (Best Urban Contemporary Album):
- Lemonade von Beyoncé
- nominiert waren außerdem:
  - Ology von Gallant
  - We Are King von King
  - Malibu von Anderson .Paak
  - Anti von Rihanna

Bestes R&B-Album (Best R&B Album):
- Lalah Hathaway Live von Lalah Hathaway
- nominiert waren außerdem:
  - In My Mind von BJ the Chicago Kid
  - Velvet Portraits von Terrace Martin
  - Healing Season von Mint Condition
  - Smoove Jones von Mýa

## Rap
Beste Rap-Darbietung (Best Rap Performance):
- No Problem von Chance the Rapper featuring Lil Wayne & 2 Chainz
- nominiert waren außerdem:
  - Panda von Desiigner
  - Pop Style von Drake featuring the Throne
  - All the Way Up von Fat Joe & Remy Ma featuring French Montana & Infared
  - That Part von Schoolboy Q featuring Kanye West

Beste Darbietung – Rap/Gesang (Best Rap/Sung Performance):
- Hotline Bling von Drake
- nominiert waren außerdem:
  - Freedom von Beyoncé featuring Kendrick Lamar
  - Broccoli von D.R.A.M. featuring Lil Yachty
  - Ultralight Beam von Kanye West featuring Chance the Rapper, Kelly Price, Kirk Franklin & The-Dream
  - Famous von Kanye West featuring Rihanna

Bester Rap-Song (Best Rap Song):
- Hotline Bling von Drake (Autoren: Aubrey Graham, Paul Jefferies)
- nominiert waren außerdem:
  - All the Way Up von Fat Joe & Remy Ma featuring French Montana & Infared (Autoren: Joseph Cartagena, Edward Davadi, Shandel Green, Karim Kharbouch, Marcello Valenzano, Andre Christopher Lyon, Reminisce Mackie)
  - Famous von Kanye West featuring Rihanna (Autoren: Chancelor Bennett, Ross Birchard, Ernest Brown, Andrew Dawson, Kasseem Dean, Mike Dean, Noah Goldstein, Kejuan Muchita, Patrick Reynolds, Kanye West, Cydel Young)
  - No Problem von Chance the Rapper featuring Lil Wayne & 2 Chainz (Autoren: Chancelor Bennett, Dwayne Carter, Tauheed Epps)
  - Ultralight Beam von Kanye West featuring Chance the Rapper, Kelly Price, Kirk Franklin & The-Dream (Autoren: Chancelor Bennett, Kasseem Dean, Mike Dean, Kirk Franklin, Noah Goldstein, Samuel Griesemer, Terius Nash, Jerome Potter, Kelly Price, Nico Segal, Derek Watkins, Kanye West, Cydel Young)

Bestes Rap-Album (Best Rap Album):
- Coloring Book von Chance the Rapper
- nominiert waren außerdem:
  - And the Anonymous Nobody von De La Soul
  - Major Key von DJ Khaled
  - Views von Drake
  - Blank Face LP von Schoolboy Q
  - The Life of Pablo von Kanye West

## Country
Beste Country-Solodarbietung (Best Country Solo Performance):
- My Church von Maren Morris
- nominiert waren außerdem:
  - Love Can Go to Hell von Brandy Clark
  - Vice von Miranda Lambert
  - Church Bells von Carrie Underwood
  - Blue Ain’t Your Color von Keith Urban

Beste Countrydarbietung eines Duos oder einer Gruppe (Best Country Duo/Group Performance):
- Jolene von Pentatonix featuring Dolly Parton
- nominiert waren außerdem:
  - Different for Girls von Dierks Bentley featuring Elle King
  - 21 Summer von den Brothers Osborne
  - Setting the World on Fire von Kenny Chesney & Pink
  - Think of You von Chris Young with Cassadee Pope

Bester Countrysong (Best Country Song):
- Humble and Kind von Tim McGraw (Autorin: Lori McKenna)
- nominiert waren außerdem:
  - Blue Ain’t Your Color von Keith Urban (Autoren: Clint Lagerberg, Hillary Lindsey, Steven Lee Olsen)
  - Die a Happy Man von Thomas Rhett (Autoren: Sean Douglas, Thomas Rhett, Joe Spargur)
  - My Church von Maren Morris (Autoren: Michael Busbee, Maren Morris)
  - Vice von Miranda Lambert (Autoren: Miranda Lambert, Shane McAnally, Josh Osborne)

Bestes Countryalbum (Best Country Album):
- A Sailor’s Guide to Earth von Sturgill Simpson
- nominiert waren außerdem:
  - Big Day in a Small Town von Brandy Clark
  - Full Circle von Loretta Lynn
  - Hero von Maren Morris
  - Ripcord von Keith Urban

## New Age
Bestes New-Age-Album (Best New Age Album):
- White Sun II von White Sun
- nominiert waren außerdem:
  - Orogen von John Burke
  - Dark Sky Island von Enya
  - Inner Passion von Peter Kater & Tina Guo
  - Rosetta von Vangelis

## Jazz
Beste Solo-Jazzimprovisation (Best Improvised Jazz Solo):
- I’m so Lonesome I Could Cry von John Scofield
- nominiert waren außerdem:
  - Countdown von Joey Alexander
  - In Movement von Ravi Coltrane (Jack DeJohnette, Ravi Coltrane & Matthew Garrison)
  - We See von Fred Hersch (The Fred Hersch Trio)
  - I Concentrate on You von Brad Mehldau (Brad Mehldau Trio)

Bestes Jazz-Gesangsalbum (Best Jazz Vocal Album):
- Take Me to the Alley von Gregory Porter
- nominiert waren außerdem:
  - Sound of Red von René Marie
  - Upward Spiral vom Branford Marsalis Quartet mit Special Guest Kurt Elling
  - Harlem on My Mind von Catherine Russell
  - The Sting Variations von der Tierney Sutton Band

Bestes Jazz-Instrumentalalbum (Best Jazz Instrumental Album):
- Country for Old Men von John Scofield
- nominiert waren außerdem:
  - Book of Intuition vom Kenny Barron Trio
  - Dr. Um von Peter Erskine
  - Sunday Night at the Vanguard vom Fred Hersch Trio
  - Nearness von Joshua Redman & Brad Mehldau

Bestes Album eines Jazz-Großensembles (Best Large Jazz Ensemble Album):
- Presidential Suite: Eight Variations on Freedom von der Ted Nash Big Band
- nominiert waren außerdem:
  - Real Enemies von Darcy James Argue’s Secret Society
  - Monk’estra, Vol. 1 von John Beasley
  - Kaleidoscope Eyes: Music of the Beatles von John Daversa
  - All L. A. Band von Bob Mintzer

Bestes Latin-Jazz-Album (Best Latin Jazz Album):
- Tribute to Irakere: Live in Marciac von Chucho Valdés
- nominiert waren außerdem:
  - Entre colegas von Andy González
  - Madera Latino: A Latin Jazz Perspective on the Music of Woody Shaw von Brian Lynch und verschiedenen Interpreten
  - Canto América von Michael Spiro, Wayne Wallace und La Orquesta Sinfonietta
  - 30 vom Trio da Paz

## Gospel / Christliche Popmusik
Beste Darbietung / bester Song Gospel (Best Gospel Performance / Song):
- God Provides von Tamela Mann (Autor: Kirk Franklin)
- nominiert waren außerdem:
  - It’s Alright, It’s OK von Shirley Caesar featuring Anthony Hamilton (Autor: Stanley Brown, Courtney Rumble)
  - You’re Bigger (live) von Jekalyn Carr (Autor: Allundria Carr)
  - Made a Way (live) von Travis Greene (Autor: Travis Greene)
  - Better von Hezekiah Walker (Autoren: Jason Clayborn, Gabriel Hatcher, Hezekiah Walker)

Bester Darbietung / bester Song der christlichen Popmusik (Best Contemporary Christian Music Performance / Song):
- Thy Will von Hillary Scott & the Scott Family (Autoren: Bernie Herms, Hillary Scott, Emily Weisband)
- nominiert waren außerdem:
  - Trust in You von Lauren Daigle (Autoren: Lauren Daigle, Michael Farren, Paul Mabury)
  - Priceless von For King & Country (Autoren: Benjamin Backus, Seth Mosley, Joel Smallbone, Luke Smallbone, Tedd Tjornhom)
  - King of the World von Natalie Grant (Autoren: Natalie Grant, Becca Mizell, Samuel Mizell)
  - Chain Breaker von Zach Williams (Autoren: Mia Fieldes, Jonathan Smith, Zach Williams)

Bestes Gospel-Album (Best Gospel Album):
- Losing My Religion von Kirk Franklin
- nominiert waren außerdem:
  - Listen von Tim Bowman Jr.
  - Fill This House von Shirley Caesar
  - A Worshipper’s Heart (live) von Todd Dulaney
  - Demonstrate (live) von William Murphy

Bestes Album der christlichen Popmusik (Best Contemporary Christian Music Album):
- Love Remains von Hillary Scott & the Scott Family
- nominiert waren außerdem:
  - Poets & Saints von All Sons & Daughters
  - American Prodigal von Crowder
  - Be One von Natalie Grant
  - Youth Revival (live) von Hillsong Young & Free

Bestes Roots-Gospel-Album (Best Roots Gospel Album):
- Hymns von Joey + Rory
- nominiert waren außerdem:
  - Better Together von der Gaither Vocal Band
  - Nature’s Symphony in 432 von den Isaacs
  - Hymns and Songs of Inspiration von Gordon Mote
  - God Don’t Never Change: The Songs of Blind Willie Johnson von verschiedenen Interpreten (Produzent: Jeffrey Gaskill)

## Latin
Bestes Latin-Pop-Album (Best Latin Pop Album):
- Un besito más von Jesse & Joy
- nominiert waren außerdem:
  - Illusión von Gaby Moreno
  - Similares von Laura Pausini
  - Seguir latiendo von Sanalejo
  - Buena vida von Diego Torres

Bestes Latin-Rock-, Urban- oder Alternative-Album (Best Latin Rock, Urban or Alternative Album):
- Ilevitable von Ile
- nominiert waren außerdem:
  - L.H.O.N. (La Humanidad O Nosotros) von Illya Kuryaki and the Valderramas
  - Buenaventura von La Santa Cecilia
  - Los Rakas von Los Rakas
  - Amor supremo von Carla Morrison

Bestes Album mit regionaler mexikanischer Musik einschließlich Tejano (Best Regional Mexican Music Album - Including Tejano):
- Un Azteca en el Azteca, Vol. 1 von Vicente Fernández
- nominiert waren außerdem:
  - Raíces von Banda el recodo de Don Cruz Lizárraga
  - Hecho a mano von Joss Favela
  - Generación maquinaria est. 2006 von La Maquinaria Norteña
  - Tributo a Joan Sebastian y Rigoberto Alfaro von Mariachi Divas de Cindy Shea

Bestes Tropical-Latinalbum (Best Tropical Latin Album):
- ¿Dónde están? von José Lugo & Guasábara Combo
- nominiert waren außerdem:
  - Conexión von Fonseca
  - La fantasía – Homenaje a Juan Formell von Formell y los Van Van
  - 35 aniversario von Grupo Niche
  - La Sonora Santanera en su 60 aniversario von Sonora Santanera

## Amerikanische Wurzeln (American Roots)
Beste American-Roots-Darbietung (Best American Roots Performance):
- House of Mercy von Sarah Jarosz
- nominiert waren außerdem:
  - Ain’t No Man von den Avett Brothers
  - Mother’s Children Have a Hart Time von den Blind Boys of Alabama
  - Factory Girl von Rhiannon Giddens
  - Wreck You von Lori McKenna

Bestes American-Roots-Lied (Best American Roots Song):
- Kid Sister von den Time Jumpers (Autor: Vince Gill)
- nominiert waren außerdem:
  - Alabama at Night von Robbie Fulks (Autor: Robbie Fulks)
  - City Lights von Jack White (Autor: Jack White)
  - Gulfstream von Roddie Romero and the Hub City All-Stars (Autoren: Eric Adcock, Roddie Romero)
  - Wreck You von Lori McKenna (Autoren: Lori McKenna, Felix McTeigue)

Bestes Americana-Album (Best Americana Album):
- This Is Where I Live von William Bell
- nominiert waren außerdem:
  - True Sadness von den Avett Brothers
  - The Cedar Creek Sessions von Kris Kristofferson
  - The Bird & the Rifle von Lori McKenna
  - Kid Sister von den Time Jumpers

Bestes Bluegrass-Album (Best Bluegrass Album):
- Coming Home von der O’Connor Band with Mark O’Connor
- nominiert waren außerdem:
  - Original Traditional von Blue Highway
  - Burden Bearer von Doyle Lawson & Quicksilver
  - The Hazel and Alice Sessions von Laurie Lewis & the Right Hands
  - North by South von Claire Lynch

Bestes traditionelles Blues-Album (Best Traditional Blues Album):
- Porcupine Meat von Bobby Rush
- nominiert waren außerdem:
  - Can’t Shake This Feeling von Lurrie Bell
  - Live at the Greek Theatre von Joe Bonamassa
  - Blues & Ballads (A Folksinger’s Songbook: Volumes I & II) von Luther Dickinson
  - The Soul of Jimmie Rodgers von Vasti Jackson

Bestes zeitgenössisches Blues-Album (Best Contemporary Blues Album):
- The Last Days of Oakland von Fantastic Negrito
- nominiert waren außerdem:
  - Love Wins Again von Janiva Magness
  - Bloodline von Kenny Neal
  - Give It Back to You von der Record Company
  - Everybody Wants a Piece von Joe Louis Walker

Bestes Folkalbum (Best Folk Album):
- Undercurrent von Sarah Jarosz
- nominiert waren außerdem:
  - Silver Skies Blue von Judy Collins & Ari Hest
  - Upland Stories von Robbie Fulks
  - Factory Girl von Rhiannon Giddens
  - Weighted Mind von Sierra Hull

Bestes Album mit Musik mit regionalen Wurzeln (Best Regional Roots Music Album):
- E walea von Kalani Peʻa
- nominiert waren außerdem:
  - Broken Promised Land von Barry Jean Ancelet & Sam Broussard
  - It’s a Cree Thing von Northern Cree
  - Gulfstream von Roddie Romero and the Hub City All-Stars
  - I Wanna Sing Right: Rediscovering Lomax in the Evangeline Country von verschiedenen Interpreten (Produzenten: Joshua Caffery, Joel Savoy)

## Reggae
Bestes Reggae-Album (Best Reggae Album):
- Ziggy Marley von Ziggy Marley
- nominiert waren außerdem:
  - Sly & Robbie Presents … Reggae for Her von Devin Di Dakta & J.L
  - Rose Petals von J Boog
  - Everlasting von Raging Fyah
  - Falling into Place von Rebelution
  - Soja: Live in Virginia von SOJA

## Weltmusik
Bestes Weltmusikalbum (Best World Music Album):
- Sing Me Home von Yo-Yo Ma & the Silk Road Ensemble
- nominiert waren außerdem:
  - Destiny von Celtic Woman
  - Walking in the Footsteps of Our Fathers von Ladysmith Black Mambazo
  - Land of Gold von Anoushka Shankar
  - Dois Amigos, Um Seculo De Música: Multishow Live von Caetano Veloso & Gilberto Gil

## Für Kinder
Bestes Kinderalbum (Best Children’s Album):
- Infinity Plus One Secret Agent 23 Skidoo
- nominiert waren außerdem:
  - Explorer of the World von Frances England
  - Novelties von Recess Monkey
  - Press Play von Brady Rymer and the Little Band That Could
  - Saddle Up von den Okee Dokee Brothers

## Sprache
Bestes gesprochenes Album (eingeschlossen Lyrik, Hörbücher und Storytelling) (Best Spoken Word Album - includes poetry, audio books & storytelling):
- In Such Good Company: Eleven Years of Laughter, Mayhem, and Fun in the Sandbox von Carol Burnett
- nominiert waren außerdem:
  - The Girl with the Lower Back Tattoo von Amy Schumer
  - M Train von Patti Smith
  - Under the Big Black Sun: A Personal History of L. A. Punk von John Doe with Tom DeSavia and Friends (Produzenten: Tom DeSavia, John Doe, Scott Sherratt, Dan Zitt)
  - Unfaithful Music & Disappearing Ink von Elvis Costello

## Comedy
Bestes Comedyalbum (Best Comedy Album):
- Talking for Clapping von Patton Oswalt
- nominiert waren außerdem:
  - … America … Great … von David Cross
  - American Myth von Margaret Cho
  - Boyish Girl Interrupted von Tig Notaro
  - Live at the Apollo von Amy Schumer

## Musical-Theater
Bestes Musical-Theater-Album (Best Musical Theater Album):
- The Color Purple von der New Broadway Cast mit Cynthia Erivo & Jennifer Hudson (Produzenten: Stephen Bray, Van Dean, Frank Filipetti, Roy Furman, Scott Sanders, Jhett Tolentino; Text und Musik: Stephen Bray, Brenda Russell, Allee Willis)
- nominiert waren außerdem:
  - Bright Star von der Original Broadway Cast mit Carmen Cusack (Produzenten: Jay Alix, Peter Asher, Una Jackman; Musik: Steve Martin, Edie Brickell; Text: Edie Brickell)
  - Fiddler on the Roof von der 2016 Broadway Cast mit Danny Burstein (Produzenten: Louise Gund, David Lai, Ted Sperling; Musik: Jerry Bock; Text: Sheldon Harnick)
  - Kinky Boots von der Original West End Cast mit Killian Donnelly & Matt Henry (Produzenten: Sammy James Jr., Cyndi Lauper, Stephen Oremus, William Wittman; Text und Musik: Cyndi Lauper)
  - Waitress von  der Original Broadway Cast mit Jessie Mueller (Produzenten: Neal Avron, Sara Bareilles, Nadia DiGiallonardo; Text und Musik: Sara Bareilles)

## Musik für visuelle Medien (Film, Fernsehen, Videospiele usw.)
Bester zusammengestellter Soundtrack für visuelle Medien (Best Compilation Soundtrack for Visual Media):
- Miles Ahead von Miles Davis und verschiedenen Interpreten
- nominiert waren außerdem:
  - Amy von verschiedenen Interpreten
  - Straight Outta Compton von verschiedenen Interpreten
  - Suicide Squad (Collector’s Edition) von verschiedenen Interpreten
  - Vinyl: The Essential Season 1 von verschiedenen Interpreten

Bester komponierter Soundtrack für visuelle Medien (Best Score Soundtrack for Visual Media):
- Star Wars: The Force Awakens von John Williams
- nominiert waren außerdem:
  - Bridge of Spies von Thomas Newman
  - Quentin Tarantino’s The Hateful Eight von Ennio Morricone
  - The Revenant von Alva Noto und Ryuichi Sakamoto
  - Stranger Things Volume 1 von Kyle Dixon, Michael Stein
  - Stranger Things Volume 2 von Kyle Dixon, Michael Stein

Bester Song geschrieben für visuelle Medien (Best Song Written for Visual Media):
- Can’t Stop the Feeling! von Justin Timberlake, Anna Kendrick, Gwen Stefani, James Corden, Zooey Deschanel, Walt Dohrn, Ron Funches, Caroline Hjelt, Aino Jawo, Christopher Mintz-Plasse & Kunal Nayyar (Autoren: Max Martin, Shellback, Justin Timberlake; Film: Trolls)
- nominiert waren außerdem:
  - Heathens von Twenty One Pilots (Autor: Tyler Joseph; Film: Suicide Squad)
  - Just like Fire von Pink (Autoren: Oscar Holter, Max Martin, Pink, Shellback; Film: Alice Through the Looking Glass)
  - Purple Lamborghini von Skrillex & Rick Ross (Autoren: Shamann Cooke, Sonny Moore, William Roberts; Film: Suicide Squad)
  - Try Everything von Shakira (Autoren: Mikkel S. Eriksen, Sia Furler, Tor Erik Hermansen; Film: Zootopia)
  - The Veil von Peter Gabriel (Autor: Peter Gabriel; Film: Snowden)

## Komposition/Arrangement
Beste Instrumentalkomposition (Best Instrumental Composition):
- Spoken at Midnight von der Ted Nash Big Band (Komponist: Ted Nash)
- nominiert waren außerdem:
  - Bridge of Spies (End Title) von Thomas Newman (Komponist: Thomas Newman)
  - The Expensive Train Set (An Eic Sarahnade for Double Big Band) von der Tim Davies Big Band (Komponist: Tim Davies)
  - Flow vom Alan Ferber Nonet (Komponist: Alan Ferber)
  - L’ultima diligenza di Red Rock – Versione integrale von Ennio Morricone (Komponist: Ennio Morricone; Film: Quentin Tarantino’s The Hateful Eight)

Bestes Instrumental- oder A-cappella-Arrangement (Best Arrangement, Instrumental or A Cappella):
- You and I von Jacob Collier (Arrangeur: Jacob Collier)
- nominiert waren außerdem:
  - Ask Me Now von John Beasley (Arrangeur: John Beasley)
  - Good “Swing” Wenceslas vom Count Basie Orchestra (Arrangeur: Sammy Nestico)
  - Linus & Lucy vom Phil Norman Tentet (Arrangeur: Christian Jacob)
  - Lucy in the Sky with Diamonds von John Daversa (Arrangeur: John Daversa)
  - We Three Kings vom Jazz at Lincoln Center Orchestra with Wynton Marsalis (Arrangeur: Ted Nash)

Bestes Arrangement von Instrumenten und Gesang (Best Arrangement, Instruments and Vocals):
- Flintstones von Jacob Collier (Arrangeur: Jacob Collier)
- nominiert waren außerdem:
  - Do You Hear What I Hear? von Gordon Goodwin’s Big Phat Band featuring Take 6 (Arrangeur: Gordon Goodwin)
  - Do You Want to Know a Secret von John Daversa featuring Renee Olstead (Arrangeur: John Daversa)
  - I’m a Fool to Want You von Kristin Chenoweth (Arrangeur: Alan Broadbent)
  - Somewhere (Dirty Blvd) (Extended Version) von Lang Lang featuring Lisa Fischer & Jeffrey Wright (Arrangeure: Billy Childs, Larry Klein)

## Sonderausgaben
Bestes Aufnahme-Paket (Best Recording Package):
- Blackstar von David Bowie (Künstlerischer Leiter: Jonathan Barnbrook)
- nominiert waren außerdem:
  - Anti (Deluxe Edition) von Rihanna (Künstlerische Leiter: Ciarra Pardo, Robyn Fenty)
  - Human Performance von Parquet Courts (Künstlerischer Leiter: Andrew Savage)
  - Sunset Motel von Reckless Kelly (Künstlerische Leiterinnen: Sarah Dodds, Shauna Dodds)
  - 22, a Million von Bon Iver (Künstlerischer Leiter: Eric Timothy Carlson)

Beste Paket als Box oder limitierte Sonderausgabe (Best Boxed or Special Limited Edition Package):
- Edith Piaf 1915–2015 von Edith Piaf (Künstlerischer Leiter: Gérard Lo Monaco)
- nominiert waren außerdem:
  - 401 Days von J. Views (Künstlerische Leiter: Jonathan Dagan, Mathias Høst Normark)
  - I Like It When You Sleep, for You Are so Beautiful Yet so Unaware of It (Box-Set) von The 1975 (Künstlerische Leiter: Samuel Burgess-Johnson, Matthew Healy)
  - Paper Wheels (Deluxe Limited Edition) von Trey Anastasio (Künstlerischer Leiter: Matt Taylor)
  - Tug of War (Deluxe Edition) von Paul McCartney (Künstlerische Leiter: Simon Earith, James Musgrave)

## Begleittexte
Bester Album-Begleittext (Best Album Notes):
- Sissle and Blake Sing Shuffle Along von Noble Sissle & Eubie Blake (Verfasser: Ken Bloom, Richard Carlin)
- nominiert waren außerdem:
  - The Complete Monument & Columbia Albums Collection von Kris Kristofferson (Verfasser: Mikal Gilmore)
  - The Knoxville Sessions, 1929-1930: Knox County Stomp von verschiedenen Interpreten (Verfasser: Ted Olson, Tony Russell)
  - Ork Records: New York, New York von verschiedenen Interpreten (Verfasser: Rob Sevier, Ken Shipley)
  - Waxing the Gospel: Mass Evangelism & the Phonograph, 1890-1900 von verschiedenen Interpreten (Verfasser: Richard Martin)

## Historisches
Bestes historisches Album (Best Historical Album):
- The Cutting Edge 1965-1966: The Bootleg Series, Vol. 12 (Collector’s Edition) von Bob Dylan (Produzenten der Zusammenstellung: Steve Berkowitz, Jeff Rosen; Technik: Mark Wilder)
- nominiert waren außerdem:
  - Music of Morocco from the Library of Congress: Recorded by Paul Bowles, 1959 von verschiedenen Interpreten (Produzenten der Zusammenstellung: April G. Ledbetter, Steven Lance Ledbetter, Bill Nowlin, Philip D. Schuyler; Technik: Rick Fisher, Michael Graves)
  - Ork Records: New York, New York von verschiedenen Interpreten (Produzent der Zusammenstellung: Rob Sevier, Ken Shipley; Technik: Jeff Lipton, Maria Rice)
  - Vladimir Horowitz: The Unreleased Live Recordings 1966-1983 von Vladimir Horowitz (Produzenten der Zusammenstellung: Bernard Horowitz, Andreas K. Meyer, Robert Russ; Technik: Andreas K. Meyer, Jeanne Montalvo)
  - Waxing the Gospel: Mass Evangelism & the Phonograph, 1890-1900 von verschiedenen Interpreten (Produzent der Zusammenstellung: Michael Devecka, Meagan Hennessey, Richard Martin; Technik: Michael Devecka, David Giovannoni, Michael Khanchalian, Richard Martin)

## Produktion, ohne Klassik
Beste Abmischung eines Albums (Best Engineered Album):
- Blackstar von David Bowie (Technik: David Bowie, Tom Elmhirst, Kevin Killen, Tony Visconti; Mastering: Joe LaPorta)
- nominiert waren außerdem:
  - Are You Serious von Andrew Bird (Technik: Tchad Blake, David Boucher; Mastering: Bob Ludwig)
  - Dig In Deep von Bonnie Raitt (Technik: Ryan Freeland; Mastering: Kim Rosen)
  - Hitnrun Phase Two von Prince (Technik: Booker T., Dylan Dresdow, Chris James, Prince, Justin Stanley; Mastering: Dylan Dresdow)
  - Undercurrent von Sarah Jarosz (Technik: Shani Gandhi, Gary Paczosa; Mastering: Paul Blakemore)

Produzent des Jahres, ohne Klassik (Producer of the Year, Non-Classical):
- Greg Kurstin
- nominiert waren außerdem:
  - Benny Blanco
  - Max Martin
  - Nineteen85
  - Ricky Reed

Beste Remix-Aufnahme (Best Remixed Recording):
- Tearing Me Up von Bob Moses: RAC Remix von André Allen Anjos
- nominiert waren außerdem:
  - Cali Coast von Soul Pacific: Psionics Remix von Josh Williams
  - Heavy Star Movin’ vom Silver Lake Chorus: staRo Remix
  - Nineteen Hundred Eighty-Five von Paul McCartney & Wings: Timo Maas & James Teej Remix
  - Only von Ry X: Kaskade x Lipless Remix
  - Wide Open von den Chemical Brothers: Joe Goddard Remix

## Produktion, Raumklang
Bestes Raumklang-Album (Best Surround Sound Album):
- Dutilleux: Sur le même accord; Les citations; Mystère de l’instant; Timbres, espace, mouvement von der Seattle Symphony unter Leitung von Ludovic Morlot (Technik: Alexander Lipay, Dmitriy Lipay)
- nominiert waren außerdem:
  - Johnson: Considering Matthew Shepard von Craig Hella Johnson & Conspirare (Technik: Brad Michel, Robina G. Young)
  - Maja S.K. Ratkje: And Sing … von Maja S.K. Ratkje, Cikada & Oslo Sinfonietta (Technik: Morten Lindberg)
  - Primus & the Chocolate Factory (5.1 Surround Sound Edition) von Primus (Technik: Les Claypool, Stephen Marcussen)
  - Reflections von Geir Inge Lotsberg & Trondheimsolistene unter Leitung von Øyvind Gimse (Technik: Morten Lindberg)

## Produktion, Klassik
Beste Abmischung eines Albums (Best Engineered Album):
- Corigliano: The Ghosts of Versailles von Guanqun Yu, Joshua Guerrero, Patricia Racette, Christopher Maltman, Lucy Schaufer, Lucas Meachem und dem LA Opera Chorus & Orchestra unter Leitung von James Conlon (Technik: Mark Donahue, Fred Vogler)
- nominiert waren außerdem:
  - Dutilleux: Sur le même accord; Les citations; Mystère de l’instant; Timbres, espace, mouvement von der Seattle Symphony unter Leitung von Ludovic Morlot (Technik: Dmitriy Lipay, Alexander Lipay)
  - Reflections von Geir Inge Lotsberg & Trondheimsolistene unter Leitung von Øyvind Gimse (Technik: Morten Lindberg)
  - Shadow of Sirius vom University of Texas Wind Ensemble und Leitung von Jerry F. Junkin (Technik: Silas Brown, David Frost)
  - Shostakovich: Under Stalin’s Shadow – Symphonies Nos. 5 / 8 / 9 vom Boston Symphony Orchestra unter Leitung von Andris Nelsons (Technik: Shawn Murphy, Nick Squire)

Klassikproduzent des Jahres (Producer of the Year, Classical):
- David Frost
- nominiert waren außerdem:
  - Blanton Alspaugh
  - Marina A. Ledin, Victor Ledin
  - Judith Sherman
  - Robina G. Young

## Klassische Musik
Beste Orchesterdarbietung (Best Orchestral Performance):
- Shostakovich: Under Stalin’s Shadow – Symphonies Nos. 5 / 8 / 9 vom Boston Symphony Orchestra unter Leitung von Andris Nelsons
- nominiert waren außerdem:
  - Bates: Works for Orchestra von der San Francisco Symphony unter Leitung von Michael Tilson Thomas
  - Ibert: Orchestral Works vom Orchestre de la Suisse Romande unter Leitung von Neeme Järvi
  - Prokofjew: Sinfonie Nr. 5 B-Dur op. 100 vom Royal Concertgebouw Orchestra unter Leitung von Mariss Jansons
  - Rouse: Odna Zhizn; Symphonies 3 & 4; Prospero’s Rooms von den New Yorker Philharmonikern unter Leitung von Alan Gilbert

Beste Opernaufnahme (Best Opera Recording):
- Corigliano: The Ghosts of Versailles von Guanqun Yu, Joshua Guerrero, Patricia Racette, Christopher Maltman, Lucy Schaufer, Lucas Meachem und dem LA Opera Chorus & Orchestra unter Leitung von James Conlon (Produzent: Blanton Alspaugh)
- nominiert waren außerdem:
  - Händel: Giulio Cesare von Cecilia Bartoli, Philippe Jaroussky, Andreas Scholl, Anne-Sofie von Otter und Il Giardino Armonico unter Leitung von Giovanni Antonini (Produzent: Samuel Theis)
  - Higdon: Cold Mountain von Emily Fons, Nathan Gunn, Isabel Leonard, Jay Hunter Morris und dem Santa Fe Opera Orchestra und dem Santa Fe Opera Apprentice Program for Singers unter Leitung von Miguel Harth-Bedoya (Produzentin: Elizabeth Ostrow)
  - Mozart: Figaros Hochzeit von Thomas Hampson, Christiane Karg, Luca Pisaroni, Sonya Yoncheva, dem Chamber Orchestra of Europe und dem Vocalensemble Rastatt unter Leitung von Yannick Nézet-Séguin (Produzent: Daniel Zalay)
  - Szymanowski: Król Roger von Georgia Jarman, Mariusz Kwiecień, Saimir Pirgu, dem Orchestra of the Royal Opera House und dem Royal Opera Chorus unter Leitung von Antonio Pappano (Produzent: Jonathan Allen)

Beste Chordarbietung (Best Choral Performance):
- Penderecki Conducts Penderecki, Volume 1 von Nikolay Didenko, Agnieszka Rehlis, Johanna Rusanen und den Warschauer Philharmonikern und Chor unter Dirigent Krzysztof Penderecki und Chorleiter Henryk Wojnarowski
- nominiert waren außerdem:
  - Himmelrand von Marianne Reidarsdatter Eriksen, Ragnfrid Lie, Matilda Sterby mit Inger-Lise Ulsrud (Orgel) und dem Uranienborg Vokalensemble unter Leitung von Elisabeth Holte
  - Janáček: Glagolitic Mass von Susan Bickley, Gábor Bretz, Sara Jakubiak, Stuart Skelton mit Thomas Trotter (Orgel) und dem Bergen Philharmonic Orchestra, dem Bergen Cathedral Choir, dem Bergen Philharmonic Choir, dem Choir of Collegium Musicum und dem Edvard Grieg Kor unter Dirigent Edward Gardner und Chorleiter Håkon Matti Skrede
  - Thomas Lloyd: Bonhoeffer von Malavika Godbole, John Grecia, Rebecca Harris, Thomas Mesa und The Crossing unter Leitung von Donald Nally
  - Steinberg: Passion Week vom Clarion Choir unter Leitung von Steven Fox

Beste Kammermusik-/Kleinensembledarbietung (Best Chamber Music/Small Ensemble Performance):
- Steve Reich von der Third Coast Percussion
- nominiert waren außerdem:
  - Fitelberg: Chamber Works vom ARC Ensemble
  - Reflections von Geir Inge Lotsberg & Trondheimsolistene unter Leitung von Øyvind Gimse
  - Serious Business vom Spektral Quartet
  - Trios from Our Homelands vom Lincoln Trio

Bestes klassisches Instrumentalsolo (Best Classical Instrumental Solo):
- Daugherty: Tales of Hemingway von Zuill Bailey mit der Nashville Symphony unter Leitung von Giancarlo Guerrero
- nominiert waren außerdem:
  - Adams: Scheherazade.2 von Leila Josefowicz mit Chester Englander und der Saint Louis Symphony Orchestra unter Leitung von David Robertson
  - Dvořák: Violinkonzert und Romanze; Suk: Fantasie von Christian Tetzlaff mit dem Helsinki Philharmonic Orchestra unter Leitung von John Storgårds
  - Mozart: Keyboard Music, Vols. 8 & 9 von Kristian Bezuidenhout
  - 1930’s Violin Concertos, Vol. 2 von Gil Shaham mit den Knights und dem Radio-Sinfonieorchester Stuttgart unter Leitung von Gil Shaham

Bestes klassisches Sologesangsalbum (Best Classical Solo Vocal Album):
- Schumann & Berg von Dorothea Röschmann unter Begleitung von Mitsuko Uchida (Klavier)
- Shakespeare Songs von Ian Bostridge unter Begleitung von Antonio Pappano mit Michael Collins, Elizabeth Kenny, Lawrence Power und Adam Walker
- nominiert waren außerdem:
  - Monteverdi von Magdalena Kožená mit David Feldman, Michael Feyfar, Jakob Pilgram, Luca Tittoto und dem La Cetra Barockorchester Basel unter Leitung von Andrea Marcon
  - Mozart: The Weber Sisters von Sabine Devieilhe mit Pygmalion unter Leitung von Raphaël Pichon
  - Verismo von Anna Netrebko mit Yusif Eyvazov, dem Coro und dem Orchestra dell’Accademia Nazionale di Santa Cecilia unter Leitung von Antonio Pappano

Bestes klassisches Sammelprogramm (Best Classical Compendium):
- Daugherty: Tales of Hemingway; American Gothic, Once Upon a Castle von der Nashville Symphony unter Leitung von Giancarlo Guerrero (Produzent: Tim Handley)
- nominiert waren außerdem:
  - Gesualdo vom Estonian Philharmonic Chamber Choir und dem Tallinn Chamber Orchestra unter Leitung von Tõnu Kaljuste (Produzent: Manfred Eicher)
  - Vaughan Williams: Discoveries vom BBC Symphony Orchestra unter Leitung von Martyn Brabbins (Produzent: Andrew Walton)
  - Wolfgang: Passing Through von verschiedenen Interpreten (Produzenten: Judith Farmer, Gernot Wolfgang)
  - Zappa: 200 Motels – The Suites vom Los Angeles Philharmonic und dem Los Angeles Master Chorale unter Leitung von Esa-Pekka Salonen (Produzenten: Frank Filipetti, Gail Zappa)

Beste zeitgenössische klassische Komposition (Best Contemporary Classical Composition):
- Tales of Hemingway von Michael Daugherty (Interpret: Zuill Bailey und der Nashville Symphony unter Leitung von Giancarlo Guerrero)
- nominiert waren außerdem:
  - Anthology of Fantastic Zoology von Mason Bates (Interpret: Chicago Symphony Orchestra unter Leitung von Riccardo Muti)
  - Cold Mountain von Jennifer Higdon und Gene Scheer (Interpret: Miguel Harth-Bedoya, Jay Hunter Morris, Emily Fons, Isabel Leonard und der Santa Fe Opera unter Leitung von Nathan Gunn)
  - Bassoon Concerto von Christopher Theofanidis (Interpret: Martin Kuuskmann und der Northwest Sinfonia unter Leitung von Barry Jekowsky)
  - Conversations with Nijinsky von C. F. Kip Winger (Interpret: San Francisco Ballet Orchestra unter Leitung von Martin West)

## Musikvideo / -film
Bestes Musikvideo (Best Music Video):
- Formation von Beyoncé (Regie: Melina Matsoukas; Produzent: Nathan Scherrer)
- nominiert waren außerdem:
  - River von Leon Bridges (Regie: Miles Jay; Produzenten: Dennis Beier, Allison Kunzman, Saul Levitz)
  - Up & Up von Coldplay (Regie: Vania Heymann, Gal Muggia; Produzenten: Juliette Larthe, Natan Schottenfels)
  - Gosh von Jamie XX (Regie: Romain Gavras; Produzenten: Iconoclast)
  - Upside Down & Inside Out von OK Go (Regie: Damian Kulash Jr., Trish Sie; Produzenten: Melissa Murphy, John O’Grady)

Bester Musikfilm (Best Music Film):
- The Beatles: Eight Days a Week – The Touring Years von den Beatles (Regie: Ron Howard; Produzenten: Brian Grazer, Ron Howard, Scott Pascucci, Nigel Sinclair)
- nominiert waren außerdem:
  - I’ll Sleep When I’m Dead von Steve Aoki (Regie: Justin Krook; Produzenten: Brent Almond, Matt Colon, David Gelb, Ryan Kavanaugh, Happy Walters, Matthew Weaver)
  - Lemonade von Beyoncé (Regie: Beyoncé Knowles Carter, Kahlil Joseph; Produzenten: Beyoncé Knowles Carter)
  - The Music of Strangers von Yo-Yo Ma & the Silk Road Ensemble (Regie: Morgan Neville; Produzent: Caitrin Rogers)
  - American Saturday Night: Live from the Grand Ole Opry von verschiedenen Interpreten (Regie: George J. Flanigen IV; Produzenten: Steve Buchanan, John Burke, Lindsey Clark, Robert Deaton, Pete Fisher, George J. Flanigen IV)